# Championnats d'Europe de skeleton 2016
Navigation
Édition précédente Édition suivante
Les championnats d'Europe de skeleton 2016, vingt-deuxième édition des championnats d'Europe de skeleton, ont lieu le 5 février 2016 à Saint-Moritz, en Suisse. L'épreuve masculine est remportée par les frères Letton Martins Dukurs et Tomass Dukurs à égalité devant le Russe Nikita Tregubov tandis que l'Autrichienne Janine Flock gagne l'épreuve féminine devant l'Allemande Tina Hermann et la Suisse Marina Gilardoni.